# Pseudopyxis
Genre
Pseudopyxis est un genre de plante de la famille des Rubiaceae.

## Liste d'espèces
- Pseudopyxis depressa Miq.
- Pseudopyxis heterophylla (Miq.) Maxim.
- Pseudopyxis monilirhizoma Tao Chen